# Antennenfernsehen
Als Antennenfernsehen, auch terrestrisches Fernsehen, bezeichnet man den Fernsehempfang eines auf der Erde befindlichen Fernsehsenders über eine Hausantenne oder eine Zimmerantenne. Dabei werden die Inhalte vom Sender als modulierte elektromagnetische Wellen ausgestrahlt und mehr oder weniger geradlinig auf Haus- oder Zimmerantennen übertragen.
Die Übertragungstechnik kann von analoger oder digitaler Art sein. Das terrestrische Fernsehen war die erste Technologie, die für die Fernsehübertragung verwendet wurde. Die BBC begann 1929 mit der Ausstrahlung, und 1930 hatten viele Radiosender bereits einen regelmäßigen Sendeplan mit experimentellen Fernsehprogrammen. Diese frühen experimentellen Systeme hatten jedoch aufgrund ihrer mechanischen Abtasttechnologie keine ausreichende Bildqualität, um die Öffentlichkeit anzuziehen, und das Fernsehen wurde erst nach dem Zweiten Weltkrieg mit dem Aufkommen der elektronischen Abtasttechnologie weit verbreitet. Das Fernsehgeschäft folgte dem Modell der Rundfunknetze, wobei lokale Fernsehstationen in den Städten und Gemeinden an Fernsehnetze angeschlossen waren, die entweder von kommerziellen (in den USA) oder öffentlich-rechtlichen (in Europa) Anbietern stammten. Bis zum Übergang zum Farbfernsehen in den 1950er und 60er Jahren wurden Fernsehsendungen in Schwarzweiß ausgestrahlt. Bis zu den 1950er Jahren mit den Anfängen des Kabelfernsehens und des Gemeinschaftsantennenfernsehens (CATV) gab es keine andere Methode der Fernsehübertragung.

## Eigenschaften
Die verwendeten Sendefrequenzen liegen im UKW- oder Dezimeterwellenbereich; somit breiten sie sich – ähnlich wie Licht – nahezu geradlinig aus und können der Erdkrümmung kaum folgen, was die Senderreichweiten stark beschränkt; hinzu kommen Abschattungen durch landschaftliche Gegebenheiten und Gebäude sowie Wettereinflüsse. An flächigen Hindernissen in der Nähe der Empfangsantenne können auch Reflexionen entstehen, die die direkte Einstrahlung überlagern; bei analoger Übertragung wirken sie störend („Geisterbilder“), bei digitaler Übertragung dagegen kann die Übertragungstechnik sich diese sogar zunutze machen, um die Empfangsqualität zu steigern.
Im Allgemeinen ist für einen wetterfesten, flächendeckenden Empfang neben den starken Grundnetzsendern eine relativ große Anzahl von Füllsendern notwendig (unter anderem zur „Ausleuchtung“ von Tälern); dementsprechend teuer ist diese Technik. Ferner sind bei analoger Übertragung nur ungefähr 60 (genaue Zahl kann von Land zu Land abweichen) Sendefrequenzen verfügbar, von denen jeder Grundnetz- und Füllsender eines größeren Gebietes meist eine eigene benötigt, damit keine gegenseitigen Störungen auftreten. Daher können an einem gegebenen Ort nur maximal knapp ein Dutzend Programme mit analoger Technik empfangbar sein. Günstiger verhält es sich beim digitalen Antennenfernsehsystem DVB-T.
Um die Reichweite zu vergrößern, werden die Sender meist auf Bergen oder/und Fernsehtürmen beziehungsweise Sendemasten angebracht. Das Fernsehsignal eines Programms wird dabei überregional über eine Richtfunkverbindung oder über Satellit dorthin übertragen. In Ballungsräumen oder auf hohen Bergen wird dann das Signal mit sehr hoher Leistung ausgesendet. Um entfernte Gebiete oder Täler versorgen zu können, sind sogenannte Fernsehumsetzer aufgestellt, die das Signal eines Fernsehturmes, eines Satelliten oder eines anderen Umsetzers empfangen und es auf einem anderen Kanal verstärkt wieder aussenden.

## Verwendete Techniken
Das Bildhelligkeitssignal des analogen Antennenfernsehens wird mit einer Variante der Amplitudenmodulation, der Restseitenbandmodulation, moduliert; für den Farbhilfsträger wird im PAL- und NTSC-System Quadraturamplitudenmodulation und im SECAM-System Frequenzmodulation verwendet, das Tonsignal ist meist frequenzmoduliert, im CCIR-System L amplitudenmoduliert.
Digitales Antennenfernsehen wird im Jahr 2014 in Europa und weiten Teilen von Asien im Standard DVB-T und dem dazu nicht kompatiblen Nachfolgestandard DVB-T2 ausgestrahlt. In anderen Regionen kommen weitere, zueinander inkompatible digitale Verfahren zur Anwendung. Beispielsweise ATSC in Nordamerika, ISDB in Japan und Südamerika. Das Verfahren DTMB findet in China Anwendung.

## Entwicklung ab den 2000er-Jahren
In Deutschland, Österreich und der Schweiz sowie in vielen anderen Ländern wurde in den 2000er-Jahren auf digitale Übertragung der Fernsehprogramme umgestellt. Dabei wurde zu einem bestimmten Stichtag die Ausstrahlung des analogen Signals regional abgeschaltet und die Ausstrahlung des DVB-T-Signals eingerichtet. In Deutschland wurde die analoge Verbreitung des terrestrischen öffentlich-rechtlichen Fernsehens seit 2009 vollständig abgeschaltet, in der Schweiz schon 2008. Ursprünglich sollte bis 2012 das analoge Antennen-Fernsehen europaweit der Vergangenheit angehören (siehe dazu Umstellung auf DVB-T und Analogabschaltung). Dieses Ziel konnte jedoch nicht erreicht werden – so wurde in Moldawien die digitale Übertragung erst im November 2016 (parallel zur analogen) eingeführt.
In der Schweiz wurde auch das digitale Antennenfernsehen inzwischen zugunsten des traditionell viel stärker verbreiteten Kabelfernsehens, aber auch neuer internetbasierender Angebote abgeschaltet. Es gab auch in anderen Ländern Überlegungen, reguläres terrestrisches Fernsehen (auch das DVB-T) durch Web-TV zu ersetzen.

### Marktanteile und Situation in Deutschland
Seit der kommerziellen Einführung von DVB-T am 23. Februar 2003 im Raum Berlin waren noch 20 %, etwa die Hälfte nur darüber, von terrestrisch ausgestrahlten digitalem Fernsehen abhängig. Bei einer Kalkulation von 242 Minuten Fernsehen, 191 Minuten Radio, 23 Minuten Lesen von Tageszeitungen und sechs Minuten in Zeitschriften, bei 22 Minuten für Bücher und 83 Minuten Internet jedes Erwachsenen am Tag wurde damit gerechnet, dass das Webstreaming 96 GByte erfordern würde. Ohne DVB-T kämen für die 1,8 Millionen Berliner Fernsehhaushalte, wovon 408.000 DVB-T benutzen, davon 264.000 ausschließlich, erhebliche Änderungen im Zugang. 182.000 Haushalte besaßen bereits einen Breitband-Internet-Anschluss, jedoch nutzten 82.000 diesen nicht und grundsätzlich fielen etwa 49.000 Nutzer aus Altersgründen oder wegen fehlender Mittel aus. Selbst wenn insgesamt 280.000 Endgeräte vom Breitbandnetz versorgt werden, so die Überlegung, wären für das Web-TV bei einem 2-Mbit/s-Streaming 560 Gbit/s nötig. Zudem waren 55 % der deutschen Fernsehprogramme zu Beginn der 2010er Jahre schon nicht mehr kostenfrei. Durch den Einsatz von DVB-T2, das zeitweise einen Parallelbetrieb erforderte, entstanden für die Netzbetreiber deutschlandweit Kosten von jährlich 20 Millionen Euro, die letztlich vom Kunden zu tragen waren. Druck entstand auch durch die Bundesnetzagentur, die die Fernsehfrequenzen im 700-MHz-Bereich (694 MHz bis 790 MHz) für Mobilfunk umnutzen wollte.
Die Bedeutung der Beschränkung auf lineare Ausstrahlung beim Antennenfernsehen zeigt der Vergleich von 2019 bis 2021 und die Nachbetrachtung 2022: Nach der Umstellung von DVB-T (im alten Standard) auf den HD-fähigen Nachfolgestandard DVB-T2 hat sich die Nutzung des Antennenfernsehens im Jahr 2019 bei 6 Prozent (2,3 Mio. Haushalte) eingependelt. OTT-Angebote (Internetfernsehen) spielten damals mit 1,7 Prozent noch keine entscheidende Rolle. Bereits zwei Jahre später im Jahr 2021 hatte DVB-T2 beim Hauptempfangsweg noch 3,6 Prozent Marktanteil, während IPTV 8,9 Prozent erreichte. Wesentlich langsamer setzte sich die Veränderung dieser beiden Sendewege im Folgejahr fort, da kam DVB-T2 auf 3,1 Prozent Marktanteil (1,14 Mio. Haushalte), während IPTV auf 9,9 Prozent stieg (3,61 Mio. Haushalte) bei nur geringen oder keinen Änderungen von Satelliten- und Kabelfernsehen. Zusammen mit dem Rückgang des Linearen Fernsehens um insgesamt um 900.000 Haushalte (von 2021 auf 2022 bei noch 36,30 Millionen) wurde das nicht-lineare Fernsehen entsprechend stärker nachgefragt, während der zurückgehende terrestrische Empfangsweg ausschließlich linear überträgt, sodass sich die miteinander in Verbindung stehenden Entwicklungen der Fernseh-Verbreitungswege und die Fernseh-Nutzungsgewohnheiten widerspiegeln.
Sehr viel günstiger stellt sich die Situation für das Antennenfernsehen bei der Abfrage des Mehrfachempfang dar, da viele Zweitgeräte die Antenne nutzen: Ausgehend von 2019 hat DVB-T2 auf dem klassischen Fernseher zwar bis 2023 ein Prozent eingebüßt (von 6 auf 5 Prozent, noch 2,1 Mio. Haushalte), dagegen stieg die Nutzung auf PCs und Laptops von 4 auf 7 Prozent (2,7 Mio. Haushalte) und bei mobilen Geräten von 3 auf 8 Prozent (3,0 Mio.) Dies ergibt im selben Zeitraum ein Wachstum des terrestrischen Empfangs von 11 auf 15 Prozentpunkte (5,9 Mio. Haushalte). Noch nicht enthalten ist in diesen Zahlen die Entwicklung nach dem Wegfall des Kabelprivilegs durch die Abrechnung im Rahmen der Mietnebenkosten zum 30. Juni 2024.

### Situation in Österreich und Südtirol
In Österreich und Südtirol hat sich der Antennenempfang aus historischen Gründen bis heute einen sehr viel höheren Marktanteil erhalten als in den Nachbarländern. Während in Südtirol schon früh auf private Initiativen hin Gemeinschaftsantennen und Verstäreranlagen gebaut wurden, die später in der Gründung der Rundfunk-Anstalt Südtirol mündeten, die die privaten Anlagen zur Übertragung deutschsprachiger Programme weitgehend übernahm, hat in Österreich die ORF-Tochter ORS das Sendernetz von SimpliTV aufgebaut und vermarktet, letztere Plattform versteht ihre Multiplexe als Ergänzung derer zum ORF. SimpliTV verbreitet sein Angebot sowohl über Antenne als auch über eine eigene IPTV-Plattform mit fast identischem Senderangebot.

### Situation in der Schweiz
Die Ausstrahlung des DVB-T-Signals wurde in der Schweiz im Juni 2019 eingestellt. Selbst grenznahe deutsche Bundestagsabgeordnete hatten ein Überdenken des 2018 gefällten Entscheides gefordert. Kabelnetzbetreiber in Deutschland hatten die Schweizer Programme legal in ihren Netzen verbreitet, solange sie terrestrisch empfangbar waren, also dank des sogenannten Overspills.